# Vigoro

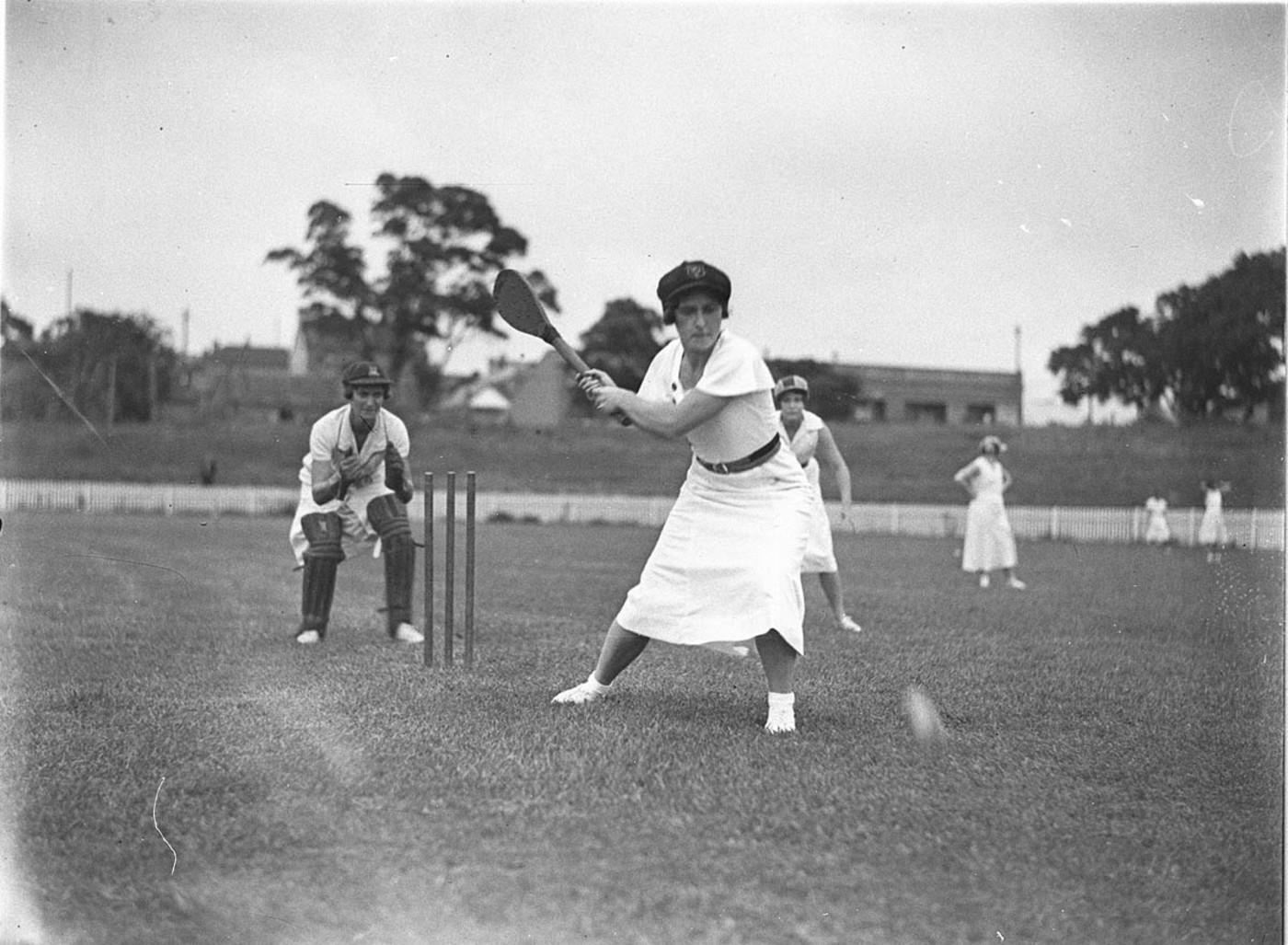
Joueuses de Vigoro vers 1930

Le Vigoro est un sport collectif proche du cricket, pratiqué en Australie. C'est un sport essentiellement féminin, mais cela n'empêche pas que les hommes peuvent y jouer.

## Histoire
Le jeu est créé par l'Anglais John George Grant au début du XXe siècle. Grant devient Australien en 1908 et tente d'y implanter son sport. Les tentatives menées avant la Première Guerre mondiale sont des échecs. La fondation d'une fédération dans l'État de Nouvelle-Galles du Sud en 1919 permet au sport de structurer. Une fédération nationale est créée en 1932.

## Le jeu
Le terrain est semblable à celui utilisé pour le cricket, mais la zone de lancer est toutefois un peu plus courte. Des formations de douze joueuses s'opposent. Les battes ont la forme d'une pagaie de Canoë.